# Vesicularia tenuatipes
Vesicularia tenuatipes är en bladmossart som beskrevs av Brotherus 1908. Vesicularia tenuatipes ingår i släktet Vesicularia och familjen Hypnaceae. Inga underarter finns listade i Catalogue of Life.